# NGC 6578
NGC 6578 (другие обозначения — PK 10-1.1, ESO 590-PN12) — планетарная туманность в созвездии Стрелец.
Этот объект входит в число перечисленных в оригинальной редакции «Нового общего каталога».